# داگونووو
داگونووو (به بلغاری: Dagonovo) یک منطقهٔ مسکونی در بلغارستان است که در شهرستان بلیتسا واقع شده‌است.
 داگونووو ۱۵٬۸۰۲ کیلومتر مربع مساحت و ۷۲۴ نفر جمعیت دارد و ۱٬۱۱۰ متر بالاتر از سطح دریا واقع شده‌است.